# Magritte/Bester Nachwuchsdarsteller

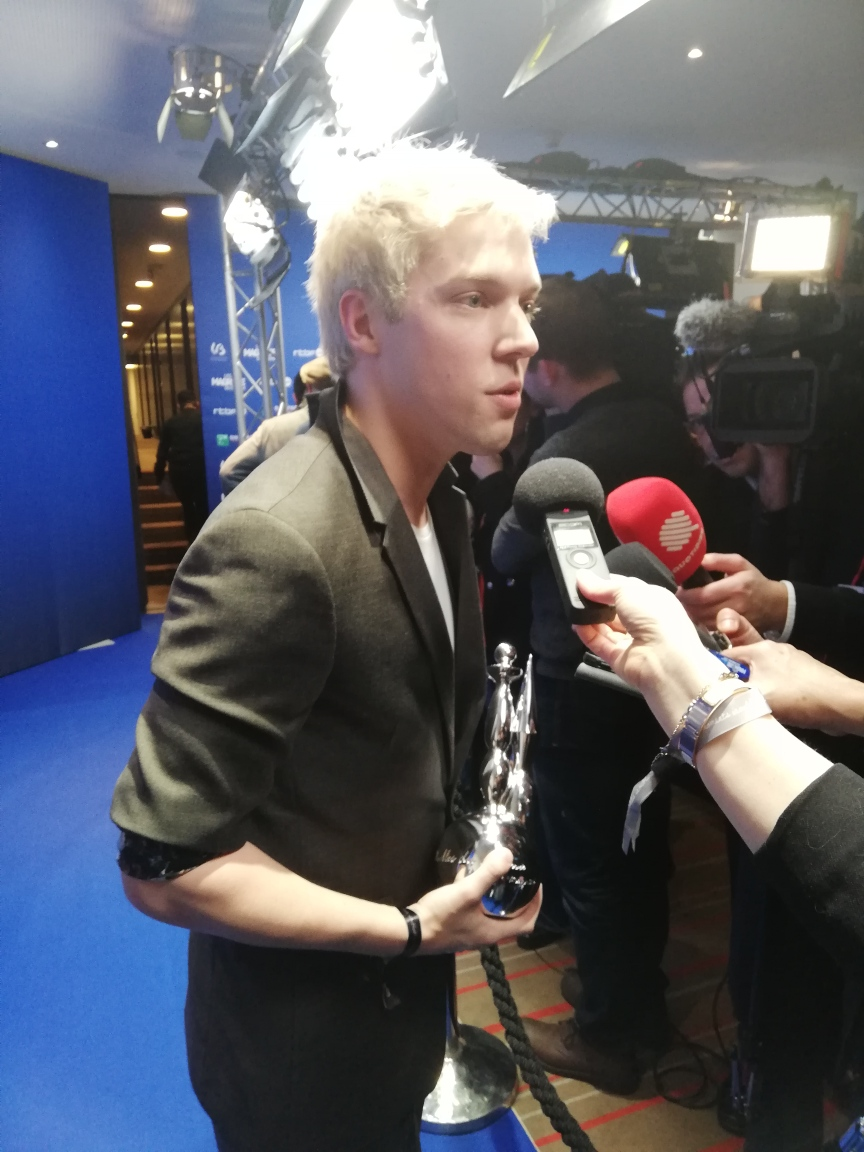
Der Preisträger von 2019: Mustii mit dem Magritte

Gewinner und Nominierte des belgischen Filmpreises Magritte in der Kategorie Bester Nachwuchsdarsteller (Meilleur espoir masculin) seit der ersten Verleihung im Jahr 2011. Ausgezeichnet werden die besten Nachwuchsschauspieler einheimischer Filmproduktionen des vergangenen Kinojahres.
Die unten aufgeführten Filme werden mit ihrem deutschen Verleihtitel (sofern vorhanden) angegeben. Danach folgt in Klammern und in kursiver Schrift der Originaltitel. Vorn steht der Name des Schauspielers.

## 2010er Jahre
2011
Joffrey Verbruggen – La Régate
- Amir Ben Abdelmoumen – Oskar und die Dame in Rosa (Oscar et la Dame rose)
- Jonas Bloquet – Privatunterricht (Élève libre)
- Martin Nissen – Un ange à la mer

2012
Thomas Doret – Der Junge mit dem Fahrrad (Le Gamin au vélo)
- Romain David – Schwarzer Ozean (Noir Océan)
- David Murgia – Bullhead (Rundskop)
- Martin Nissen – Kleine Riesen (Les Géants)

2013
David Murgia – La Tête la première
- Cédric Constantin – Torpedo
- Gael Maleux – Mobile Home
- Martin Swabey – Little Glory

2014
Achille Ridolfi – In the Name of the Son (Au nom du fils)
- Mehdi Dehbi – Le Sac de farine
- Steve Driesen – Landes
- Bent Simons – Kid

2015
Marc Zinga – Les Rayures du zèbre
- Corentin Lobet – Je fais le mort
- Benjamin Ramon – Tokyo Anyway
- Matteo Simoni – Marina

2016
Benjamin Ramon – Être
- Arthur Bols – Préjudice
- Romain Gelin – Das brandneue Testament (Le Tout nouveau testament)
- David Thielemans – Bouboule

2017
Yoann Blanc – Un homme à la mer
- Lazare Gousseau – Baden Baden – Glück aus dem Baumarkt? (Baden Baden)
- Martin Nissen – Welcome Home
- Pierre Olivier – Nous quatre

2018
Soufiane Chilah – Dode hoek
- Mistral Guidotti – Home
- Baptiste Sornin – Sonar
- Arieh Worthalter – Le Passé devant nous

2019
Mustii – Ein königlicher Tausch (L’Échange des princesses)
- Basile Grunberger – Unsere Kämpfe (Nos batailles)
- Baptiste Lalieu – Une part d’ombre
- Matteo Salamone – Dany – Eine Vater-Sohn-Beziehung (Mon ket)

## 2020er Jahre
2020
Idir Ben Addi – Young Ahmed (Le Jeune Ahmed)
- Baloji – Binti – Es gibt mich! (Binti)
- François Neycken – Escapada
- Jérémy Senez – Drei Tage und ein Leben (Trois jours et une vie)

2021
nicht vergeben

2022
Günter Duret – Un monde
- Roméo Elvis – Mandibules
- Basile Grunberger – SpaceBoy
- Yoann Zimmer – Des hommes

2023
Eden Dambrine – Close
- Gustav De Waele – Close
- Gianni Guettaf – Animals
- Pablo Schils – Tori et Lokita

2024
Lazare Gousseau – Le syndrome des amours passées
- Amine Hamidou – Le Paradis
- N’Landu Lubansu – Le Paradis
- Yoann Zimmer – Return to Seoul (Retour à Séoul)

2025
Makenzy Lombet – Il pleut dans la maison
- Lou Goossens – Young Hearts
- Amine Hamidou – Amal
- Mehdy Khachachi – Amal